# World Business Garden
World Business Garden – kompleks biurowy w mieście Chiba w Japonii. Składa się z dwóch jednakowych biurowców – World Business Garden Marive East (jap. ワールドビジネスガーデン・マリブイースト) oraz World Business Garden Marive West (jap. ワールドビジネスガーデンマリブウエスト). Oba budynki mają po 157,5 m wysokości, a ostatnie piętro znajduje się na wysokości 152,9 metra. Kompleks zaprojektowany został przez Kajima Design i Nihon Sekkei, Inc. Budowa rozpoczęła się w 1989, a zakończyła w 1991.